# Tiga Race Cars

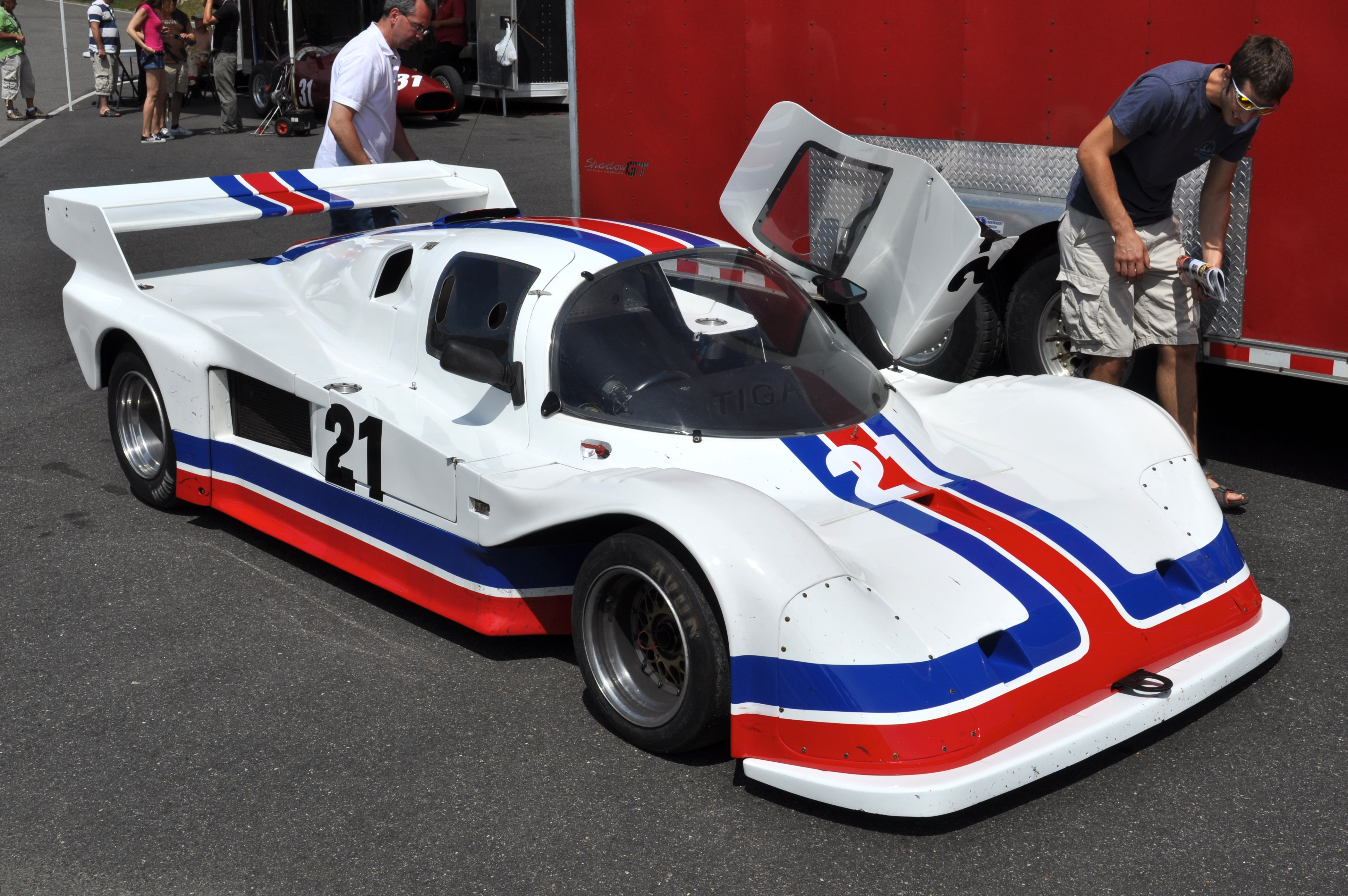
Tiga GT 1985.

Tiga Race Cars Ltd var en brittisk tillverkare av tävlingsbilar som verkade mellan 1974 och 1989.

## Historik
Företaget grundades av formel 1-förarna Tim Schenken och Howden Ganley. Namnet Tiga kommer från de två första bokstäverna i namnen Tim och Ganley. Tiga byggde både formelbilar och sportvagnar. Bilarna var framgångsrika i Sports 2000 och i de mindre klasserna i sportvagns-VM och IMSA GT Championship. Tiga byggde närmare 400 bilar genom åren.